# Nepouíta
La nepouíta es un mineral de la clase de los filosilicatos, y dentro de esta pertenece al llamado “grupo de la serpentina”. Fue descubierta en 1906 en una mina de la localidad de Népoui de la comuna de Numea, en el archipiélago de Nueva Caledonia (Francia), siendo nombrada así por el nombre de esta localidad. Sinónimos poco usados son: lizardita niquélica y genthita.

## Características químicas
Químicamente es un filosilicato, con anillos tetraedros y octaedros de sílice intercalados con capas de caolinita, con catión de níquel, hidroxilado. Muy parecido a otros minerales del grupo de la serpentina al que pertenece. Es dimorfo con el mineral pecoraíta (Ni3Si2O5(OH)4), de igual fórmula química pero que cristaliza en otro sistema.
Forma una serie de solución sólida con el mineral lizardita (Mg3Si2O5(OH)4), en la que la sustitución gradual del níquel por magnesio va dando los distintos minerales de la serie.
Además de los elementos de su fórmula, suele llevar como impurezas pequeñas cantidades de magnesio.

## Formación y yacimientos
Aparece en yacimientos de rocas ultramáficas de tipo laterita enriquecidos en níquel, por alteración secundaria de estas rocas.
Suele encontrarse asociado a otros minerales como: serpentina, clorita, silicatos de níquel hidratados, óxidos de hierro.